# Alfiano Natta
Alfiano Natta là một đô thị ở tỉnh Alessandria trong vùng Piedmont của Italia, có vị trí cách khoảng 40 km về phía đông của Torino và khoảng 35 km về phía tây bắc của Alessandria. Tại thời điểm ngày 31 tháng 12 năm 2004, đô thị này có dân số 779 người và diện tích là 13,1 km².
Alfiano Natta giáp các đô thị: Calliano, Castelletto Merli, Moncalvo, Odalengo Piccolo, Penango, Tonco, và Villadeati.